# Buplèvre des Pyrénées
Bupleurum angulosum
Espèce
Classification phylogénétique
Le buplèvre des Pyrénées  ou buplèvre anguleux (Bupleurum angulosum), est une espèce de plantes à fleurs de la famille des Apiaceae. C'est une plante vivace originaire des Pyrénées et de la péninsule Ibérique.
Synonyme :
- Bupleurum pyrenaeum Gouan

## Répartition et habitat
Cette espèce est endémique rare des Pyrénées et de la péninsule Ibérique.
C'est une espèce saxicole.

## Description
C'est une petite plante (10 à 50 cm), d'un vert grisâtre, à feuilles caulinaires étroitement lancéolées et à fleurs jaunâtres en ombellules caractérisées par des involucelles en coupe composées de bractées ovales-lancéolées, non soudées.
Dans les Alpes et dans les montagnes de Corse, on rencontre l'espèce vicariante Bupleurum stellatum, qui s’en distingue par une tige peu feuillée et ses involucelles composés de bractées arrondies soudées.